# Laver Cup 2017
Laver Cup 2017 byl premiérový ročník exhibiční tenisové soutěže dvou šestičlenných mužských týmů, který se odehrál v pražské O2 areně mezi 22. až 24. zářím 2017 na dvorci s tvrdým povrchem. V zápase se střetli hráči Evropy s tenisty výběru světa. Základem Federerova projektu se stala myšlenka týmového utkání nejlepších aktivních hráčů na jediném místě.
Do Prahy přicestoval také bývalý australský tenista a dvojnásobný vítěz kalendářního grandslamu Rod Laver, na jehož počest byla soutěž pojmenována.
Roli kapitánů družstev plnily tenisové legendy a bývalí rivalové, Švéd Björn Borg na straně Evropy a Američan John McEnroe ve výberu světa.
Poprvé ve svých kariérách odehráli čtyřhru jako spoluhráči světová jednička Rafael Nadal a dvojka Roger Federer. Španělsko-švýcarská dvojice v sobotním deblu porazila za 81 minut Američany v týmu světa Sama Querreyho s Jackem Sockem po zisku rozhodujícího supertiebreaku.
První ročník Laver Cupu vyhrál tým Evropy po vítězství 15:9 nad výběrem světa. V závěrečné dvouhře zdolal Federer Australana Kyrgiose, když v supertiebreaku odvrátil mečbol. Získal tak rozhodující tři body. Celkově se evropské družstvo ujalo vedení 1:0.

## Formát
Čtyři tenisté týmu se kvalifikovali na základě nejvyššího postavení na singlovém žebříčku ATP. Zbylá dvě místa určili kapitáni podle vlastního výběru do pondělí po skončení US Open. Každé družstvo bylo doplněno jedním náhradníkem a nehrajícím zástupcem kapitána.
Každý ze tří hracích dnů zahrnoval tři dvouhry a jednu čtyřhru. Celkově se tak na jediném dvorci mohlo uskutečnit 12 zápasů a případně rozhodující debl. V první, páteční den, se každý vítězný duel hodnotil jedním bodem, ve druhém z nich – sobotě, měla výhra hodnotu dvou bodů, a ve třetí, nedělní den, pak tří bodů. Výsledný poměr celkového součtu všech bodů určil vítěze daného ročníku. Při nerozhodném poměru se vítězem stalo družstvo, jehož deblový pár vyhrál zápas v podobě standardního setu zakončeného 7bodovou zkrácenou hrou.
Jeden zápas byl hrán na dva vítězné sety. Za vyrovnaného stavu sad 1–1 o vítězi rozhodoval supertiebreak do 10 bodů, s potřebným rozdílem dvou míčů.
Každý hráč odehrál minimálně jednu a maximálně dvě dvouhry. Nejméně čtyři z šesti hráčů družstva museli nastoupit do čtyřher, v nichž byla povolena jedna výměna složení, s výjimkou případného rozhodujícího utkání, kde byl povolen volný výběr.
Kapitáni určovali nasazení hráčů pro jednotlivé zápasy, a to vždy před úvodním duelem každého hracího dne.

## Týmy

### Evropa
Kapitánem evropského týmu se stal vítěz jedenácti grandslamů Björn Borg ze Švédska a zástupcem kapitána byl 14. září 2017 jmenován jeho krajan Thomas Enqvist.
Sezónu 2017 předčasně ukončili grandslamoví šampioni, světová trojka Andy Murray pro zranění kyčle, pátý hráč žebříčku Novak Djoković pro poraněný loket a světová osmička Stan Wawrinka v důsledku kolenního zranění.
Roli náhradníka plnil Španěl Fernando Verdasco.
| Tenista           | stát       | věk    | ATP | tituly 2017                                                                         | potvrzení účasti  |
| Rafael Nadal      | Španělsko  | 31 let | 1.  | Monte-Carlo Rolex Masters Torneo Godó Mutua Madrid Open French Open US Open         | 24. srpna 2016    |
| Roger Federer     | Švýcarsko  | 36 let | 2.  | Australian Open Indian Wells BNP Paribas Open Gerry Weber Open Wimbledon            | 24. srpna 2016    |
| Alexander Zverev  | Německo    | 20 let | 4.  | Open Sud de France(singl) BMW Open Internazionali BNL d'Italia Citi Open Rogers Cup | 23. srpna 2017    |
| Alexander Zverev  | Německo    | 20 let | 4.  | Open Sud de France(debl)                                                            | 23. srpna 2017    |
| Marin Čilić       | Chorvatsko | 28 let | 5.  | Istanbul Open                                                                       | 9. srpna 2017     |
| Dominic Thiem     | Rakousko   | 24 let | 7.  | Rio Open                                                                            | 29. června 2017   |
| Tomáš Berdych     | Česko      | 32 let | 19. |                                                                                     | 14. července 2017 |
| Náhradník         |            |        |     |                                                                                     |                   |
| Fernando Verdasco | Španělsko  | 33 let | 40. |                                                                                     | 20. září 2017     |

#### Statistiky
| Tenista          | zápasy | bilance bodů | bilance bodů | bilance bodů | výhry–prohry | výhry–prohry | výhry–prohry | zdroj  |
| Tenista          | zápasy | celkem       | dvouhra      | čtyřhra      | celkem       | dvouhra      | čtyřhra      | zdroj  |
| Dominic Thiem    | 1      | 1–0          | 1–0          | 0–0          | 1–0          | 1–0          | 0–0          | [ 6 ]  |
| Marin Čilić      | 2      | 1–3          | 1–0          | 0–3          | 1–1          | 1–0          | 0–1          | [ 7 ]  |
| Tomáš Berdych    | 3      | 0–6          | 0–2          | 0–4          | 0–3          | 0–1          | 0–2          | [ 8 ]  |
| Alexander Zverev | 2      | 4–0          | 4–0          | 0–0          | 2–0          | 2–0          | 0–0          | [ 9 ]  |
| Rafael Nadal     | 4      | 4–4          | 2–3          | 2–1          | 2–2          | 1–1          | 1–1          | [ 10 ] |
| Roger Federer    | 3      | 7–0          | 5–0          | 2–0          | 3–0          | 2–0          | 1–0          | [ 11 ] |

### Svět
Kapitánem světového týmu se stal vítěz sedmi singlových a desíti deblových grandslamů John McEnroe ze Spojených států. Zástupcem kapitána byl 14. září 2017 jmenován jeho mladší bratr Patrick McEnroe.
V polovině května 2017 se stal prvním původně potvrzeným členem jedenáctý hráč žebříčku Milos Raonic, jenž se 26. srpna odhlásil po operaci zápěstí. Se zapojením nejvýše postaveného Asiata Keie Nišikoriho z Japonska organizátoři nepočítali. Japonec figurující na čtrnácté příčce mimoto v srpnu předčasně ukončil sezónu pro zraněné zápěstí. Argentinský semifinalista US Open 2017 Juan Martín del Potro, figurující na dvacáté čtvrté pozici klasifikace, se odhlásil 19. září pro nedoléčené zdravotní problémy. Patnáctý muž světové klasifikace a finalista skončeného US Open Kevin Anderson z Jihoafrické republiky nebyl původně nominován. Po uvolnění míst krátce před zahájením a možnosti donominování kapitánem, již však nebyl dosažitelný.
Roli náhradníka plnil Australan Thanasi Kokkinakis.
| Tenista            | stát          | věk    | ATP  | tituly 2017                                         | potvrzení účasti |
| Sam Querrey        | Spojené státy | 29 let | 16.  | Abierto Mexicano Telcel Los Cabos Open              | 9. srpna 2017    |
| John Isner         | Spojené státy | 32 let | 17.  | Hall of Fame Tennis Championships BB&T Atlanta Open | 30. června 2017  |
| Nick Kyrgios       | Austrálie     | 22 let | 20.  |                                                     | 26. srpna 2017   |
| Jack Sock          | Spojené státy | 24 let | 21.  | ASB Classic Delray Beach Open                       | 1. srpna 2017    |
| Denis Shapovalov   | Kanada        | 18 let | 51.  |                                                     | 23. srpna 2017   |
| Frances Tiafoe     | Spojené státy | 19 let | 72.  |                                                     | 20. září 2017    |
| Náhradník          |               |        |      |                                                     |                  |
| Thanasi Kokkinakis | Austrálie     | 21 let | 215. | Brisbane International(debl)                        | 20. září 2017    |

#### Statistiky
| Tenista          | zápasy | bilance bodů | bilance bodů | bilance bodů | výhry–prohry | výhry–prohry | výhry–prohry | zdroj  |
| Tenista          | zápasy | celkem       | dvouhra      | čtyřhra      | celkem       | dvouhra      | čtyřhra      | zdroj  |
| Nick Kyrgios     | 3      | 3–3          | 2–3          | 1–0          | 2–1          | 1–1          | 1–0          | [ 15 ] |
| Denis Shapovalov | 1      | 0–1          | 0–1          | 0–0          | 0–1          | 0–1          | 0–0          | [ 16 ] |
| John Isner       | 3      | 6–1          | 3–1          | 3–0          | 2–1          | 1–1          | 1–0          | [ 17 ] |
| Sam Querrey      | 3      | 0–7          | 0–5          | 0–2          | 0–3          | 0–2          | 0–1          | [ 18 ] |
| Jack Sock        | 4      | 4–4          | 0–2          | 4–2          | 2–2          | 0–1          | 2–1          | [ 19 ] |
| Frances Tiafoe   | 1      | 0–1          | 0–1          | 0–0          | 0–1          | 0–1          | 0–0          | [ 20 ] |

## Program
| Laver Cup 2017    |                            |                        |                              |      |        |
| Zápas             | Evropa                     | Svět                   | výsledek                     | stav | zdroj  |
| Pátek – 22. září  |                            |                        |                              |      |        |
| 1. dvouhra        | Marin Čilić                | Frances Tiafoe         | 7–6(7–3), 7–6(7–0)           | 1:0  | [ 21 ] |
| 2. dvouhra        | Dominic Thiem              | John Isner             | 6–7(15–17), 7–6(7–2), [10–7] | 2:0  | [ 22 ] |
| 3. dvouhra        | Alexander Zverev           | Denis Shapovalov       | 7–6(7–3), 7–6(7–5)           | 3:0  | [ 23 ] |
| 1. čtyřhra        | Tomáš Berdych Rafael Nadal | Nick Kyrgios Jack Sock | 3–6, 7–6(9–7), [7–10]        | 3:1  | [ 24 ] |
| Sobota – 23. září |                            |                        |                              |      |        |
| 4. dvouhra        | Roger Federer              | Sam Querrey            | 6–4, 6–2                     | 5:1  | [ 25 ] |
| 5. dvouhra        | Rafael Nadal               | Jack Sock              | 6–3, 3–6, [11–9]             | 7:1  | [ 26 ] |
| 6. dvouhra        | Tomáš Berdych              | Nick Kyrgios           | 6–4, 6–7(4–7), [6–10]        | 7:3  | [ 27 ] |
| 2. čtyřhra        | Roger Federer Rafael Nadal | Sam Querrey Jack Sock  | 6–4, 1–6, [10–4]             | 9:3  | [ 28 ] |
| Neděle – 24. září |                            |                        |                              |      |        |
| 3. čtyřhra        | Tomáš Berdych Marin Čilić  | John Isner Jack Sock   | 6–7(5–7), 6–7(6–8)           | 9:6  | [ 29 ] |
| 7. dvouhra        | Alexander Zverev           | Sam Querrey            | 6–4, 6–4                     | 12:6 | [ 30 ] |
| 8. dvouhra        | Rafael Nadal               | John Isner             | 5–7, 6–7(1–7)                | 12:9 | [ 31 ] |
| 9. dvouhra        | Roger Federer              | Nick Kyrgios           | 4–6, 7–6(8–6), [11–9]        | 15:9 | [ 32 ] |

| Vítěz             |
| Evropa – 1. titul |
| Evropa–Svět 1:0   |